# Börje Dahl
Knut Börje Lennart Dahl, född 15 maj 1920 i Örkelljunga, död 24 mars 2005 i Helsingborg, var en svensk yrkesmålare och konstnär.
Han var son till målarmästaren John Dahl och Ruth Karlsson samt bror till konstnären Erik Dahl.
Dahl studerade vid Skånska målarskolan i Malmö 1942–1943 samt under studieresor till Paris. Han medverkade i utställningar med Helsingborgs konstförening och Åstorps konstförening samt i utställningen Kulla-konst. Hans konst består av stilleben och landskap i olja eller träsnitt.
Börje Dahl är gravsatt på Välluvs kyrkogård.